# Носівці (Тернопільський район)

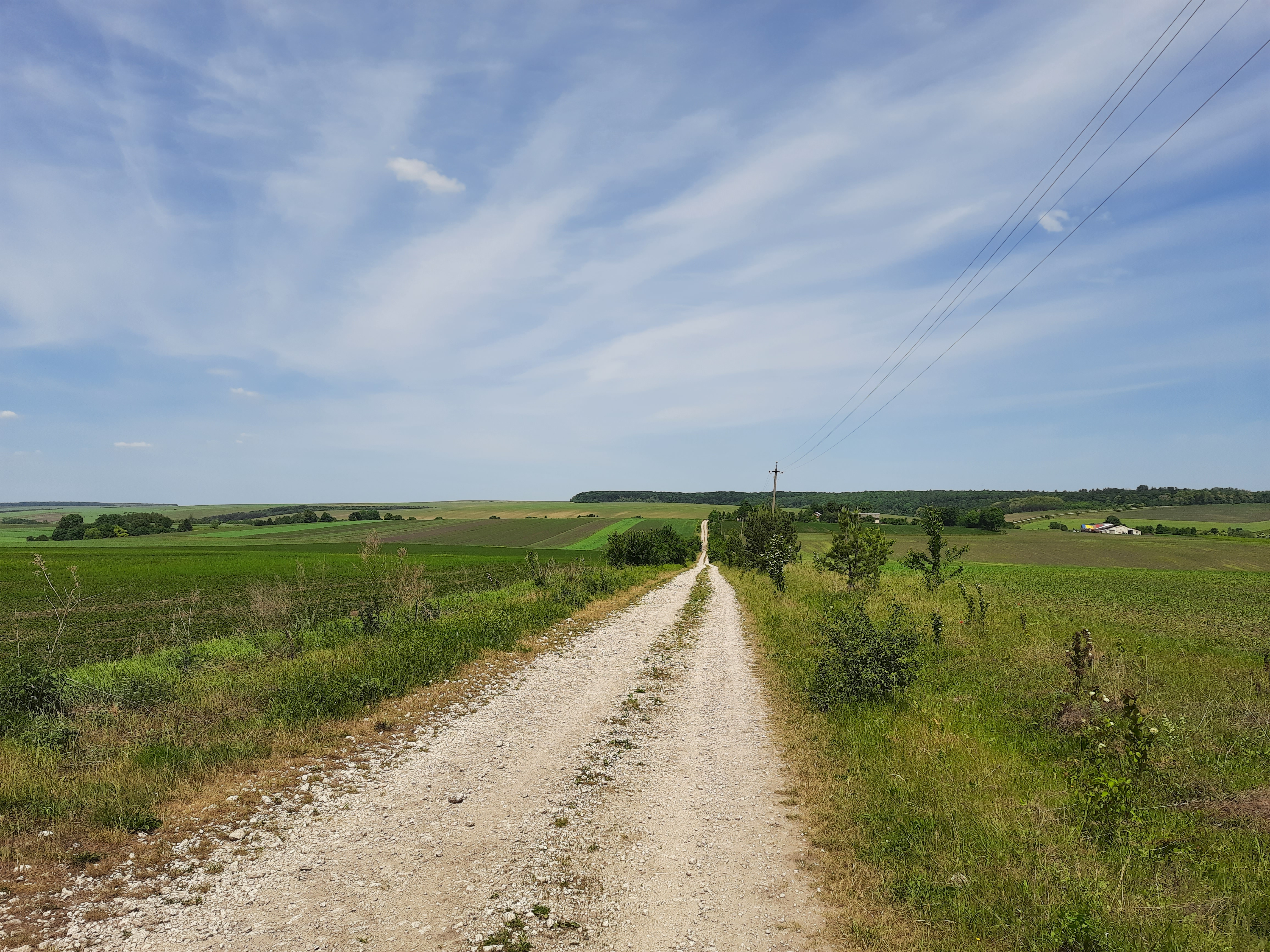
Дорога в село

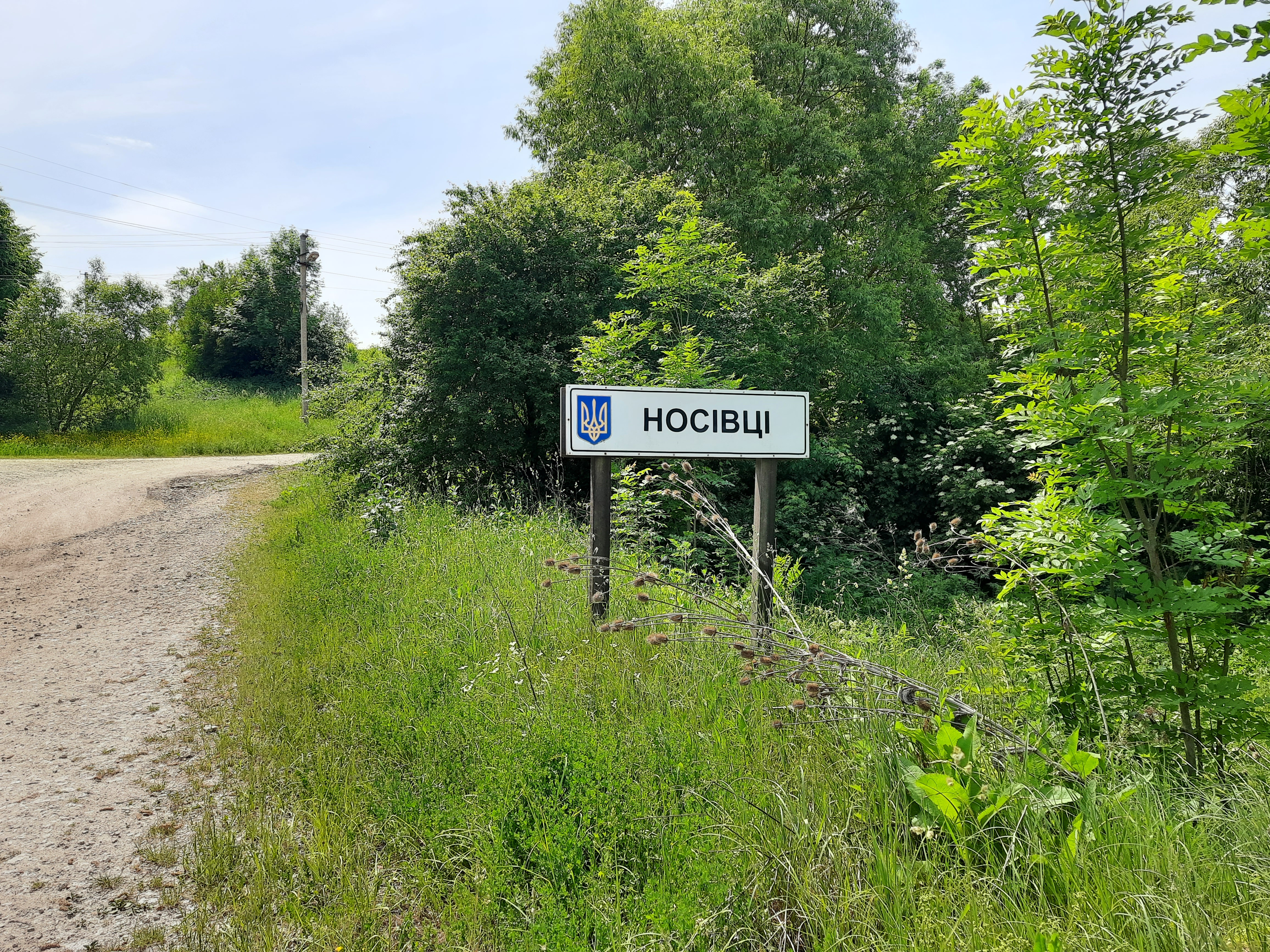
Дорожній знак при в'їзді в село

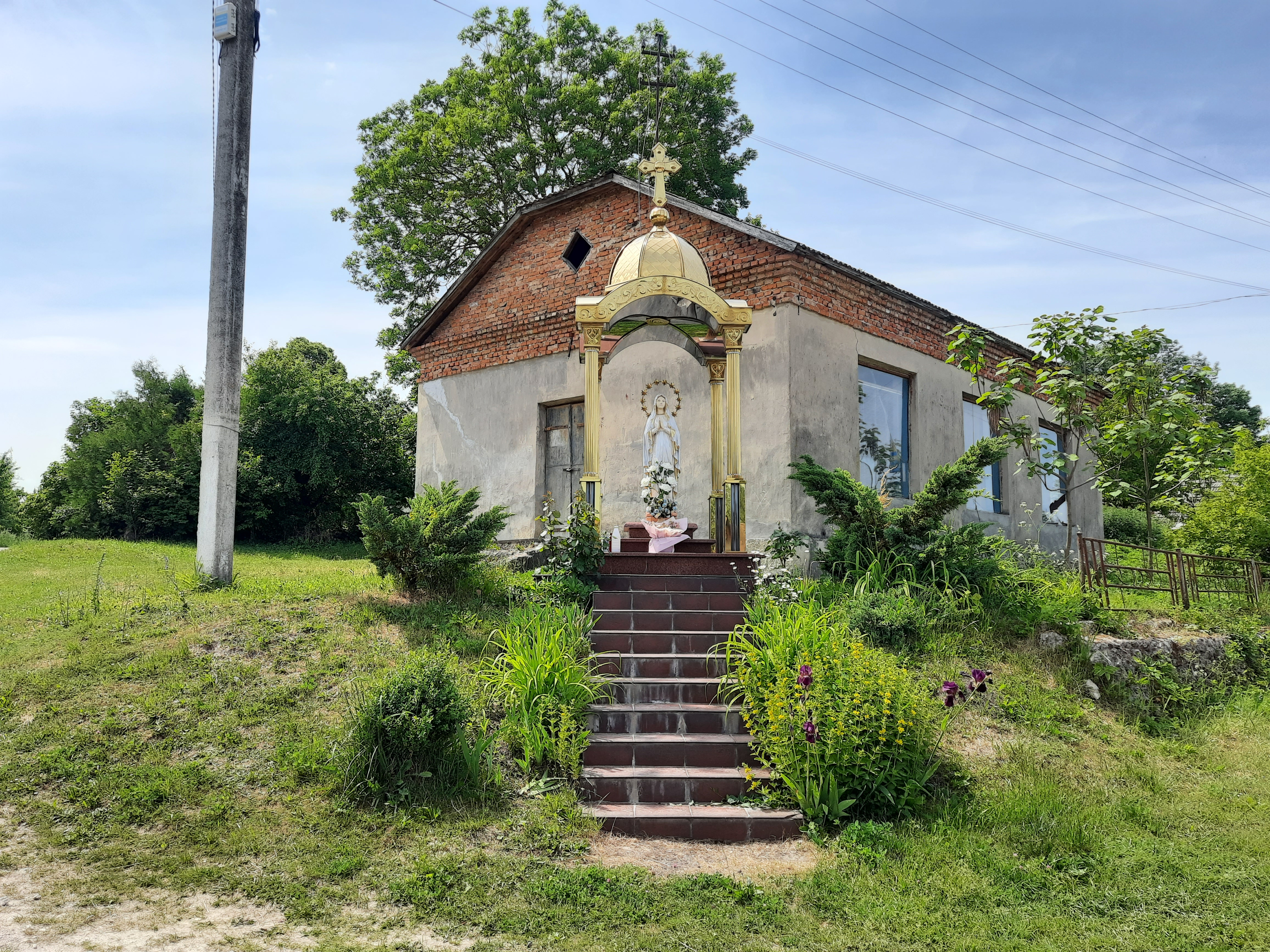
Статуя Божої Матері

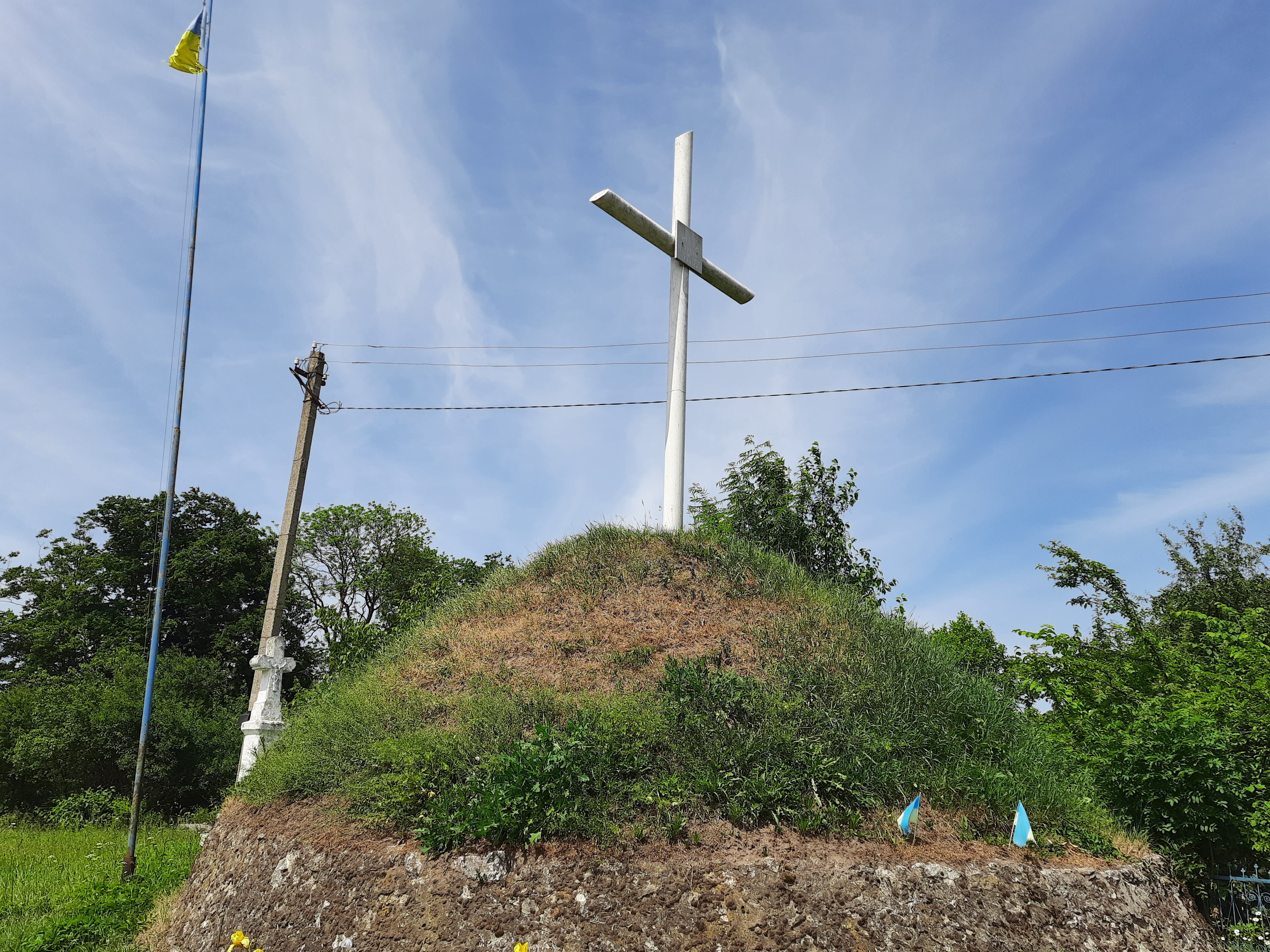
Символічна могила Борцям за волю України

Носівці́ — село в Україні, у Тернопільській міській громаді Тернопільського району Тернопільської області. Розташоване на річці Лопушанка, на північному заході району.  Нині у складі Тернопільської міської громади. До Носівців приєднано хутір Гальбанівка.
Населення — 124 особи (2003).

## Історія

### Початки села
Минуле села тісно пов'язане з історією Галичини. Носівці є одним із найстаріших на Зборівщині, перша згадка про нього датується 1240 роком. 
За легендою, за часів Галицько-Волинського князівства поблизу села, над рікою Серет, стояло місто Бузок. Це поселення згадується у Галицько-Волинському літописі під 1214 роком. Саме під цією датою у літописі йдеться наступне:
«Як же настала зима, король прийшов до Галича і впровадив свою ятвірку, велику княгиню Романову. Прийшли до Галича волинські бояри, Інвар із Луцька й інші князі. Впіймали Володислава, Судислава і Пилипа і мучили їх. А Яволк і Ярополк, його брат, утекли до Пересопниці і намовивши Мстислава рушили на поміч. Почекавши їх у Чернечому селі (Чернече село - тут йде мова про с.Чернихів), Мстислав прийшов із ними до Бозку. А Гліб Потокович утік із Бозку, так само Іванко Станіславович і його брат Збислав прибігли до Галича.»
Носівці були майже його передмістям, а тому люди носили в місто на продаж різні продукти, і тому їх називали "носівчанами", а село, за переказами, отримало назву Носівці.
У часи монголо-татарської навали славний город було зруйновано: 
«Дико, розповідають, помстились пізніше татари над "злим містом" за свого мурзу. Вщент збурили Бузок, який опустів і вже ніколи не відбудувався.»
За іншою версією назва села походить від давньослов’янського топоніма "носЪ" - земля, береги, що впадають в ріку, а суфікс "івці” формою множини вказує на поселення колективу людей (тобто люди, що живуть на березі річки).
Як засвідчують найдавніші дані перепису, село було невеликим.
Населення в основному збільшувалось за рахунок переселенців, які прибували сюди у пошуках земельних угідь.
«Так з’явилась вулиця Пом’яни. Новосели переважно купували землю за селом, її тут було вдосталь. От однієї погожої днини, ще за панських часів, роздавав місцевий пан носівчанам невеликі земельні наділи. Зібрався весь люд села на майдані, біля церкви. А з кінця села, на диво, ніхто не приходив, уся вулиця запізнювалася на зібрання, дехто взагалі не з’явився, бо мав доволі власного городу. Довго громада чекала їх. Народ перешіптувався між собою, усі запитували, згадували, як у нас кажуть, "поминалися" за ними. Звідси, від слова поминати - згадувати, пішла назва вулиці - Пом’яни.»
(Стефанія Шимків).

### Перша світова війна
Влітку 1914 року розпочалася Перша світова війна. Австрійський уряд провів мобілізацію всіх чоловіків із Носовець, багато з них брали участь у бойових діях. Відомо, що четверо чоловіків з цього села загинули у Першій світовій, двоє були поранені, імена та прізвища їх не відомі. А такі, як Собчак Григорій і Каровський Антін, перебували в російському полоні, згодом повернулись додому. 
Цього ж року колони вояків російської і мадярської армії вступили у Носівці, полки йшли в сторону Озерної. Вже восени з у селі з'явились перші австрійські війська, які проводили тепер свою політику, та влітку 1916 року, австрійське військо почало відступати за Зборів. 
Після проголошення Західноукраїнської Народної Республіки [1918 рік] восьмеро чоловіків із села пішли в ряди Української Галицької Армії, з них четверо загинули в східній Україні. Романчук Андрій переданий був у Чехословаччину, а Войцеховський Ігнат залишився на теренах східної України. Ще двоє повернулись у рідне село, де пізніше їх переслідувала польська поліція. Весною, 1918 року, коли австрійські війська, після Берестейського миру, пішли на велику Україну, життя у селі почало відновлюватись.

### Період польського панування
Після поразки УНР, з 1920 року, село перебувало під владою панської Польщі.
У цей період в селі жила польська нацменшина, представники якої переважно селились в районі сучасних вулиць Рутка та Кольонія. Тут же поляки планували збудувати римо-католицький костел, проте, у зв’язку з початком війни, та виселенням їх в 1945 році, задуми не здійснились.
Жителі Носовець мали право на місцеве самоврядування. Війтом за Польщі був Шимків Іван, який очолював місцеву громаду. Таке самоврядування, або найменша адміністративно територіальна одиниця, називалась ґміною (назва походить від німецького "Gemeinde" спільнота, громада, община).
Війт та його виборні відповідали за порядок і безпеку на території села, здійснювали функцію місцевої влади.
1 серпня 1934 року в рамках реформи на підставі нового закону про самоуправління (23 березня 1933 року) увійшло до нової сільської гміни Янківці (Тернопільський повіт Тернопільського воєводства).
Загалом, рівень життя українців залишався і надалі низьким, тому у цей час відбувається ще одна хвиля еміграції.

### Друга світова війна
Мільйони співвітчизників, у тому числі і багато носівчан, поклали свої голови за перемогу. Ті воїни, яким вдалося вистояти у цьому нелегкому бою, повернулись додому. Багатьох нагородили медаллю "За відвагу".
В липні 1941 року село окупували німці. Уся державна і приватна власність перейшла до німецьких концернів або адміністрації, на селян були накладені високі «контингенти» - обов'язкові поставки сільськогосподарської продукції. Навесні 1944 року німці покинули Носівці.
Коли йшов фронт, то проводилась також евакуація місцевого населення задля безпеки у с. Мшанець.
Носівці дали в лави УПА та ОУН 16 вихідців з села. Десятки людей пізніше були піддані репресіям за допомогу повстанцям. На території Носовець було кілька криївок, а саме у садибах селян, тут відбувалося чимало сутичок між повстанцями та енкаведистами, у тому числі один з останніх боїв збройного підпілля. 
Імена усіх учасників підпілля, а також тих, хто допомагав повстанцям і від цього постраждав, були занесені до книги пам’яті "Нескорена Зборівщина". Всім полеглим за волю і долю України у 1990 році в Носівцях було встановлено пам’ятний знак - насипана і освячена братська могила.
Ще однією сумною подією у роки війни стала трагедія у Воробіївському лісі, яка забрала життя у багатьох українців. Серед них був і селянин, член ОУН, Мельник Петро. Сталося це у червні 1941 року. На перших етапах війни радянська армія не змогла дати відсіч німецьким військам і відступала на схід. Відступаючи перед німецькою армією влітку 1941 року, війська НКВС знищували тисячі українських політичних в’язнів у тюрмах і таборах, щоб ті не співпрацювали з німцями. Довгий час ця подія замовчувалась і лише за незалежності набула розголосу. На поч. 90-х років на могилі Мельника Петра коштом громади села було встановлено пам’ятний знак - символічний березовий хрест.

## Пам'ятки
Є церква Воздвиження Чесного Хреста Господнього (1736, дерев'яна).

## Постаті
У селі перебував (організував початкову школу) священник, письменник Тимофій (Тимотей) Бордуляк.